# Need U (100%)
Need U (100 %) — сингл известного британского диджея и музыкального продюсера Дюка Дюмона при участии A*M*E & MNEK. Её релиз состоялся как новая песня для загрузки в Великобритании 31 марта, 2013. Через некоторое время он достиг первой строчки в рейтинге UK Singles Chart. Также, песня достигла больших успехов в чартах Бельгии, Ирландии и Нидерландов. Затем, она достигла успехов на The Billboard Hot Dance Club Songs в Соединённых Штатах. Хит был написан A*M*E и MNEK и продюсирован Дюком Дюмоном. Сингл был номинирован на «Лучшую Танцевальную Запись» по версии Grammy Awards.

## Музыкальное видео
Релиз музыкального клипа данной песни состоялся на YouTube 22 февраля, 2013. Официальная длительность клипа — три минуты одиннадцать секунд. Сюжет музыкального видео состоит в том, что один обычный человек в Лос-Анджелесе ходит по улице с магнитофоном, который находится у него в животе, Он поскорее хочет избавиться от магнитофона, а прохожие наоборот- танцуют вокруг него. Потом этот человек попадает в больницу, где танцующие хирурги наконец вытаскивают из него ненавистный проигрыватель. Клип продюсировал lan Robertson.

## Список треков
| №  | Название                                | Длительность |
| -- | --------------------------------------- | ------------ |
| 1. | «Need U (100 %)» (Radio Edit)           | 2:54         |
| 2. | «Need U (100 %)»                        | 3:53         |
| 3. | «Need U (100 %)» (Waze & Odyssey Remix) | 6:28         |

## Чарты
| Название чарта                           | Пиковая позиция |
| ---------------------------------------- | --------------- |
| Австралия (ARIA)[                        | 40              |
| Бельгия (Ultratop 50 Flanders)           | 17              |
| Бельгия (Ultratip Wallonia)              | 9               |
| Чехия (IFPI)                             | 19              |
| Дания (Tracklisten)                      | 31              |
| Германия (Media Control AG)              | 43              |
| Венгрия (Dance Top 40)                   | 7               |
| Венгрия (Rádiós Top 40)                  | 4               |
| Ирландия (IRMA)                          | 27              |
| Нидерланды (Dutch Top 40)                | 18              |
| Польша (Dance Top 50)                    | 27              |
| Словакия (IFPI)                          | 40              |
| Великобритания (Official Charts Company) | 1               |
| US Hot Dance Club Songs (Billboard)      | 1               |
| UK Dance (Official Charts Company)       | 1               |
| Шотландия (Official Charts Company)      | 1               |